# Iton (geslacht)
Iton is een geslacht van vlinders uit de familie van de dikkopjes (Hesperiidae). De wetenschappelijke naam is voor het eerst geldig gepubliceerd in 1895 door Lionel de Nicéville. Hij plaatste in het geslacht de volgende twee soorten:
- Iton semamora, originele combinatie: Hesperia semamora, Moore, 1865.
- Iton watsonii, originele combinatie: Parnara watsonii, de Nicéville, 1890.